# Johannes Ferrarius
Johannes Ferrarius (também conhecido como Johannes Eisermann ou Ferrarius Montanus; Amöneburg, por volta de 1485 – Marburgo, 25 de junho de 1558), foi um jurista, teólogo e filósofo alemão. Foi também fundador e primeiro reitor da Universidade de Marburgo.

## Obras principais
- Notae in Institutiones, Marburg 1532 und öfter
- Commentar, ad tit. Pandectar. De regulis juris, Marburg 1537
- De appellationibus. Supplicandi usu, restrutione adversus rem iudictam…, auch unter dem Titel Progymnasmata forensia sive processus iudiciarii recepti libri V, erschienen in Marburg 1542, 1554 und öfter
- Enchiridon de iudiciorum praeexercitamentis, Marburg 1554 und öfter
- De vitam Divae Elisabethae, Leipzig 1518
- Ad inlustrissimum principem Volfgangum comitem Palatinum Rheni, ducem Bavariae etc. panegyricus, Wittenberg 1516
- Tractatus de respublica bene instituenda. Das ist ein sehr nützlicher Traktat vom Gemeinen Nutzen, Marburg 1533, 1556